# Рейна Тріндль
Рейна Тріндль (яп. トリンドル 玲奈, Torindoru Reina, 23 січня 1992) — японська акторка, модель і таренто.

## Біографія
Рейна народилася у Відні (Австрія) в австрійсько-японській родині: мати — японка, батько — австрієць. Має молодшу сестру на ім'я Луна (яп. ルナ, Runa). Через батькову роботу родина багато разів переїздила, тож якийсь час Рейна проживала в США та Франції, а з першого року навчання в старшій школі вона мешкає в Токіо. Рейна закінчила старшу школу Міжнародного християнського університету, після цього навчалася в Університеті Кейо. Та через те, що багато часу присвячувала роботі, університет закінчила 2015 року.
Почала працювати моделлю для Platinum Production під час другого року навчання в старшій школі. Вона була ексклюзивною моделлю для журналів JJ та Vivi, нині (стан: 2020) є ексклюзивною моделлю журналу With.
2011 року дебютувала з синглом «Love Disco».
З 2012 року вона бере участь у телесеріалі Kuro no Onna Kyōshi., а також з другого сезону в серіалі Terrace House, де з січня 2013 року вона є студійною коментаторкою.
2015 року вона зіграла головну роль в японському фільмі жахів Tag, відомому в Японії під назвою «Real Onigokko». За свою роль вона здобула відзнаку «найкраща акторка» на 19-му фестивалі «Fantasia International Film Festival» в Канаді.